# Vioolconcert (Linde)
Bo Linde voltooide zijn Vioolconcert opus 18 op 26 oktober 1957. Het zou zijn enige vioolconcert blijven.
Linde zou niet oud worden (37 jaar) en zijn oeuvre is dus relatief klein. Binnen dat oeuvre is zijn vioolconcert het meest uitgevoerde werk. Linden schreef het voor violist Josef Grünfarb, die het werk in 1958 een aantal keren heeft uitgevoerd tijdens een tournee in Noord-Zweden. Grünfarb werd daarbij begeleid door het Zweeds Radio Symfonieorkest onder leiding van Sten Frykberg met een première op 1 oktober 1958 in Umeå. Later werd het concert ook buiten Zweden ten gehore gebracht tot in de Verenigde Staten aan toe. Grünfarb was fervent liefhebber van het concert, dat hij echt toegesneden vond op de viool als concertinstrument, alhoewel Linde van huis uit pianist was. 
Het concert is onderverdeeld in twee secties:
1. Andante – Poco animato – Cadens – Scherzando vivo
2. Allegro deciso – Tempo del comincio – Lento

De aanzet tot het werk vindt plaats in de hobopartij, die uit de stilte tevoorschijn lijkt te komen. De cadens leidt naar het scherzo. In het afsluitende Lento wordt teruggegrepen op het begin; de muziek lijkt weg te sterven, waarbij het lijkt aan te sluiten op het begin.
Alhoewel geliefd bij de beoogde solist, tijdens uitvoeringen door derden werden talloze coupures aangebracht vanwege de (te) technische passages, aldus de Bis-uitgave. Die wees ook op overeenkomsten met de muziek van Bela Bartók, Sergei Prokofjev en Benjamin Britten en het feit dat de gedrukte versie op tal van plaatsen afweek van het manuscript van de componist. Bis had het voornemen een serie van uitgaven te wijden aan deze componist, maar de serie werd na de eerste uitgave niet voortgezet. Naast die uitgave is er ook een via Naxos. Een oudere opname (vermoedelijk uit 1972) is afkomstig van violist Karl-Ove Mannberg (leerling van Grünfarb) met het Gävle symfoniorkester onder leiding van Rainer Miedel, die mede verantwoordelijk is voor de vele wijzigingen in de partituur; hij deed dat, zo is de gangbare mening, vanwege de kleine bezetting van het orkest van Gävle. 
Orkestratie:
- soloviool
- 2 dwarsfluiten (II ook piccolo), 2 hobo’s,  2 klarinetten, 2 fagotten
- 2 hoorns, 2 trompetten,
- pauken, percussie
- violen, altviolen, celli, contrabassen